# Улица Тимирязева (Иркутск)
Улица Тимиря́зева (бывшая Преображе́нская) — улица в Правобережном округе города Иркутска. Параллельна соседней улице Дзержинского. По всей длине улицы проходят трамвайные пути. Примерная длина — 1 км 930 м. Начало улица берёт у пересечения с улицей Октябрьской Революции, а заканчивается на пересечении улиц Подгорной, Ленина, Седова и 3 Июля. Деревянные постройки расположены на отрезке от улицы Красноармейской до улицы Богдана Хмельницкого с правой стороны, и от Лапина до улицы Борцов Революции с левой стороны. На протяжении улицы встречаются деревянные постройки, но не в таком большом количестве. На улице присутствуют также каменные здания дореволюционной постройки, и дома советского периода.

## Значимые объекты
К улице примыкают 2 церкви:
- Спасо-Преображенская (Храм преображения Господня)
- Крестовоздвиженская (Церковь Воздвижения Честного и Животворящего Креста Господня)

Помимо двух церквей на улицу выходят
- Сиропитательный дом Е. Медведниковой
- Лицей № 2
- Лицей № 3

Так же на улице расположены
- Институт Ортопедии (Научный центр реконструктивной и восстановительной хирургии ВСНЦ СО РАМН)
- Дом № 16, где расположен ряд медицинских центров, а также аптека.
- Городская Клиническая Больница № 3
- Каланча

Пространство Между Улицей Тимирязева, Дзержинского и Литвинова, Чехова исторически занимал Хлебный Базар. Теперь же там расположены Торговый Комплекс и Центральный Рынок. В самом начале улицы расположен небольшой сквер. До революции он назывался Преображенским. В настоящее время в нём находится памятник жёнам декабристов. Скульптура изображает Марию Николаевну Волконскую.